# Domaine de Kiyosue
Le domaine de Kiyosue (清末藩, Kiyosue-han) était un domaine féodal japonais de l'époque d'Edo situé dans la province de Nagato. Durant toute son histoire, il fut dirigé par une branche du clan Mōri du domaine de Chōshū voisin.

## Liste de daimyos
- Clan Mōri (tozama daimyo ; 10 000 koku)

1. Mototomo
2. Motohira
3. Masanari
4. Masakuni
5. Masaaki
6. Motoyo
7. Mototsugu
8. Motozumi

## Source de la traduction
- (en) Cet article est partiellement ou en totalité issu de l’article de Wikipédia en anglais intitulé « Kiyosue Domain » (voir la liste des auteurs).